# Clubiona caplandensis
Clubiona caplandensis là một loài nhện trong họ Clubionidae.
Loài này thuộc chi Clubiona. Clubiona caplandensis được Embrik Strand miêu tả năm 1907.